# 唐纳德·特朗普的法律问题
《今日美国》（USA Today）2016年6月发表的一份分析报告发现，在过去30年中，唐納·川普（Donald Trump）及其企业在美国联邦法院和州法院参与了3500起法律案件，这对美国总统候选人来说是前所未有的数字。在3500起诉讼中，特朗普或他的一家公司是1900起的原告；1450起的被告；150起的破产、第三方或其他案件。特朗普在联邦法院的至少169起诉讼中被点名。自1983年以来，佛罗里达州第17巡回法院（覆盖佛罗里达州布劳沃德县）还有150多起其他案件。在记录确定结果的1300起案件中，特朗普和解175次，败诉38例，赢了450例，还有137例以其他结果告终。在其他500起案件中，法官驳回了原告对特朗普的诉讼请求。
这些法律案件的主题包括合同纠纷、诽谤索赔和性骚扰指控。特朗普的公司卷入了100多起税务纠纷，纽约州税务和财政部（New York State Department of Taxation and Finance）有“至少三十几次”因特朗普房产欠税而获得税收留置权。特朗普曾多次威胁采取法律行动，但最终没有贯彻到底。
关于特朗普参与诉讼的情况，他的律师艾伦·加滕（Alan Garten）在2015年表示，这是“在（美国）做生意的一个自然部分”，在房地产行业，执行合同和解决商业纠纷的诉讼确实很常见。然而，特朗普卷入的诉讼远远多于其他房地产大亨；2016年《今日美国》的分析发现，特朗普卷入法律纠纷的次数超过了小爱德华·J·德巴托罗、唐纳德·布伦、斯蒂芬·M·罗斯、萨姆·泽尔和拉里·西尔弗斯坦的总和。
特朗普的诉讼引来了特朗普反对者的批评，他们说这不是保守派应该支持的特质。倾向保守派的曼哈顿研究所法律政策主任詹姆斯·科普兰（James Copland）表示，“特朗普显然对提起诉讼有亲和力，部分原因是他拥有很多企业”，而且他也有很多经验有时用诉讼作为“欺凌策略”。
尽管特朗普曾表示他“从未”解决过法律索赔，但特朗普和他的企业已经与原告解决了至少100起案件（大多涉及特朗普财产伤害引起的人身伤害索赔），定居点高达数十万美元，最近高达数千万美元。
特朗普最著名的法律案件之一是特朗普大学的诉讼。三起指控欺诈的诉讼被提起，一起由纽约州总检察长提起，另一起由集体诉讼原告提起。2016年11月，特朗普同意支付2500万美元解决诉讼。
2022年12月7日，特朗普的家族名下公司特朗普集团在纽约的法院经审讯后被陪审团裁定税务欺诈、伪造商业纪录、提交虚假税表等17项罪名全部成立，面临最高160万美元罚款。

## 拓展阅读
- Larry Buchanan and Karen Yourish. . NYTimes.com.   [May 24, 2019]. （原始内容存档于2019-05-22）.